# 國興衛視
國興衛視（簡稱）是一家專門播出日本電視節目的臺灣電視臺，也是臺灣日本電視節目的有線電視专业频道。

## 歷史
1992年，國產實業集團成立國興傳播股份有限公司經營國興衛視，英文名稱「Gold Sun TV」、英文簡稱「GSTV」，是台灣首家向日本各電視台合法購買電視節目公開播映權、租用衛星播放的電視頻道，開播時商標採用國產實業集團商標。2003年7月，國興傳播被媒體棧國際行銷事業股份有限公司收購合併，國興衛視成為媒體棧國際行銷旗下頻道。2010年3月，國興衛視商標從國產實業集團商標改為「GS」，英文簡稱改為「GS」。
國興衛視所播映的日本電視節目以日本四大商業電視網（FNS、ANN、JNN、TXN）的綜藝節目與日劇為主，加註中文字幕後作全天候播放。尤其成功引入《電視冠軍》（已播畢），使《電視冠軍》成為台灣最長壽的日本綜藝節目。
2000年以後，韓劇流行，業界競爭激烈，加上日劇能直接通過其他途徑（如網際網路）傳播的關係，致國興衛視播出的日劇收視率不濟。2005年1月，定頻於有線電視46頻道，2005年11月中旬，國興衛視暫停日劇時段，轉而開始製作以日本來台發展的藝人主持的介紹台灣的節目，如《WU MAI 亞洲NO.1》等。2007年1月起增加韓國電視綜藝節目（以原音中文字幕播出），同時，頻位被移至77頻道，2007年3月以「亞洲劇星劇場」名義播放韓劇。目前播放節目，以日本綜藝節目、日本戲劇及日本動畫為主。
2017年1月初，啟用高畫質版本。

## 自製節目
| 節目名稱             | 主持人                        |
| -------------------- | ----------------------------- |
| 《台灣好吃驚》       | 蛤小百合(一代) 松野高志(二代) |
| 《絕對台灣》         | 加賀美智久                    |
| 《魅力妻 in Taiwan》 | 大久保麻梨子                  |

## 綜藝節目
| 節目名稱              | 電視台     | 備註                   |
| --------------------- | ---------- | ---------------------- |
| 《跟著SUMMERS散步趣》 | 東京電視台 | 播出集數與日本相差三年 |

## 曾播出的日劇

### 日劇
| 電視台       | 電視劇名稱                 | 備註                                                             |
| ------------ | -------------------------- | ---------------------------------------------------------------- |
| NHK          | 《天高氣爽》（）           |                                                                  |
| 富士電視台   | 《上班女郎》（）           |                                                                  |
| NHK          | 《雙胞胎》（）             |                                                                  |
| NHK          | 《身輕如燕》（）           |                                                                  |
| NHK          | 《明天也是好天氣》（あした天気になあれ）     |                                                                  |
| 朝日電視台   | 《刑事搜查線》（）         |                                                                  |
| NHK          | 《鶴龜華爾滋》（）         |                                                                  |
| 富士電視台   | 《快樂主婦妙芳鄰》（）     |                                                                  |
| NHK          | 《亦敵亦友》（）           |                                                                  |
| TBS電視台    | 《夏日情書》（）           |                                                                  |
| 東海電視台   | 《小春》（）               |                                                                  |
| 讀賣電視台   | 《好女當前》（）           |                                                                  |
| NHK          | 《刑事們的夏天》（刑事たちの夏…）       |                                                                  |
| TBS電視台    | 《光輝鄰太郎》（）         |                                                                  |
| TBS電視台    | 《親愛一家人》（）         |                                                                  |
| 富士電視台   | 《處女之路》（バージンロード）           |                                                                  |
| 富士電視台   | 《戀戀情深》（こんな恋のはなし）           |                                                                  |
| 讀賣電視台   | 《本家之嫁》（）           |                                                                  |
| 關西電視台   | 《我的生存之道》（）       |                                                                  |
| 富士電視台   | 《熱烈的中華飯店》（）     |                                                                  |
| 朝日電視台   | 《超能野球紅不讓》（）     |                                                                  |
| 朝日電視台   | 《黑色筆記本》（）         |                                                                  |
| 富士電視台   | 《旅館美人甘芭茶》（）     |                                                                  |
| 富士電視台   | 《奉子成婚》（）           |                                                                  |
| 富士電視台   | 《我的辣妹好友》（）       |                                                                  |
| TBS電視台    | 《樂透家族》（）           |                                                                  |
| 富士電視台   | 《甜蜜婚禮俏佳人》（）     |                                                                  |
| TBS電視台    | 《暴風雨之戀》（）         |                                                                  |
| 富士電視台   | 《午餐女王》（）           |                                                                  |
| 讀賣電視台   | 《凍夏》（）               |                                                                  |
| TBS電視台    | 《熱血校園》（）           |                                                                  |
| 朝日電視台   | 《黑色推銷員》（）         |                                                                  |
| 富士電視台   | 《戀愛夢想家》（）         |                                                                  |
| 讀賣電視台   | 《大醫院小麻紀》（）       |                                                                  |
| 讀賣電視台   | 《愛的方向》（）           |                                                                  |
| TBS電視台    | 《甜蜜的季節》（）         |                                                                  |
| TBS電視台    | 《新高校教師》（）         |                                                                  |
| 富士電視台   | 《氣象預報的情人》（）     |                                                                  |
| 富士電視台   | 《東京仙履奇緣》（）       |                                                                  |
| TBS電視台    | 《冷暖人間》（）           | 2004年播映權轉移後由八大電視播映，2007年播映權再轉移至緯來戲劇台 |
| 讀賣電視台   | 《千萬之嫁》（）           |                                                                  |
| TBS電視台    | 《爸氣十足》（）           |                                                                  |
| 關西電視台   | 《獻花給倉鼠》（）         |                                                                  |
| 中部日本放送 | 《孩子們的戰爭》（）       |                                                                  |
| TBS電視台    | 《三年B班金八老師》（）    |                                                                  |
| 朝日電視台   | 《壽司王子》（）           | 2007年12月21日起逢週五晚間9時播出，播至2008年2月15日，共8集      |
| 朝日電視台   | 《當生命的電池耗盡時》（） |                                                                  |
| 關西電視台   | 《向牛許願 Love&Farm》（） |                                                                  |
| 朝日放送     | 《BAD DAD》（）            |                                                                  |
| 朝日電視台   | 《天國與地獄》（）         |                                                                  |
| 朝日電視台   | 《未來講師》（）           |                                                                  |
| TBS電視台    | 《魔女的條件》（）         |                                                                  |
| TBS電視台    | 《美麗人生》（）           |                                                                  |
| 中部日本放送 | 《幽婚奇緣》（）           |                                                                  |
| 琉球放送     | 《沖繩恐怖怪談》（）       |                                                                  |
| 中部日本放送 | 《女人30最犀利》（）       |                                                                  |
| 中部日本放送 | 《未婚六姐妹》（）         |                                                                  |
| 神奈川電視台 | 《親愛的貝斯》（）         |                                                                  |
| 朝日電視台   | 《刑警110公斤》（）        |                                                                  |
| 中部日本放送 | 《月花女將的生存之道》（） |                                                                  |
| 神奈川電視台 | 《一郎出遊記》（）         |                                                                  |
| 中部日本放送 | 《新孩子們的戰爭》（）     |                                                                  |
| 東京電視台   | 《美食不孤單》（）         |                                                                  |
| 神奈川電視台 | 《一郎出遊記2》（）        |                                                                  |
| 神奈川電視台 | 《一郎出遊記3》（）        |                                                                  |
| 富士電視台   | 《王牌搜查官》（）         |                                                                  |
| 中部日本放送 | 《紳士大主廚》（）         |                                                                  |
| 神奈川電視台 | 《貓咪計程車》（）           |                                                                  |
| NHK          | 《深夜中的麵包店》（）     |                                                                  |
| NHK電視台    | 《玻璃之家》（）           |                                                                  |
| 朝日放送     | 《王牌公關 公平桑》（）    |                                                                  |
| 西日本電視台 | 《明太子夫婦》（）         |                                                                  |
| 神奈川電視台 | 《黑貓露西》（）           |                                                                  |
| 東京電視台   | 《道士美少女》（）         |                                                                  |
| 中部日本放送 | 《向月亮祈禱》（）         |                                                                  |
| 福岡放送     | 《拔出一片天》（）         |                                                                  |
| NOTTV        | 《女人的規則》（）         |                                                                  |
| 中部日本放送 | 《美好人生奮鬥記》（）     |                                                                  |
| 東京電視台   | 《三匹歐吉桑》（）         |                                                                  |
| 神奈川電視台 | 《貓咪心動奇蹟》（）       |                                                                  |
| 神奈川電視台 | 《愛在貓咪療癒時》（）     |                                                                  |
| NHK          | 《深夜中的麵包店》         |                                                                  |

## 曾播出的韓劇

### 韓劇
| 電視台    | 電視劇名稱                            |
| --------- | ------------------------------------- |
| KBS電視台 | 《愛情中毒》（러브홀릭）              |
| KBS電視台 | 《跨越時空的戀人》（그녀가 돌아왔다） |
| SBS電視台 | 《藍色愛爾蘭》（아일랜드）            |
| MBC電視台 | 《來生》（환생-넥스트）               |

## 曾播出的綜藝節目

### 外購

#### 日本
| 電視台         | 節目名稱                          | 備註                      |
| -------------- | --------------------------------- | ------------------------- |
| 朝日電視台     | 《黃金傳說》（）                  |                           |
| 富士電視台     | 《戀愛巴士》（）                  |                           |
| 東京電視台     | 《電視冠軍》（）                  |                           |
| 中京電視台     | 《千萬風情》（）                  |                           |
| 中京電視台     | 《生活一級棒》（）                |                           |
| 中京電視台     | 《美味料理一級棒》（）            |                           |
| 東京電視台     | 《新早安少女組》（）              |                           |
| 朝日電視台     | 《新錢形金太郎》（）              |                           |
| 東京電視台     | 《稀世珍寶 開運鑑定團》（）       |                           |
| 朝日放送       | 《最終警告！恐怖的家庭醫學》（）  |                           |
| 東京電視台     | 《五花八門淺草橋》（ASAYAN）      |                           |
| 富士電視台     | 《堂本兄弟》（）                  |                           |
| 富士電視台     | 《VivaViva V6》（VivaVivaV6）     |                           |
| 朝日電視台     | 《歡迎光臨！微笑廚房》（）        |                           |
| NHK            | 《老師沒教的事》（）              |                           |
| 東京電視台     | 《無所不教！全民大學校》（）      |                           |
| 東京電視台     | 《來去鄉下住一晚》（）            |                           |
| 朝日電視台     | 《珍奇百景進香團》（）            |                           |
| 東京電視台     | 《新電視冠軍》（）                |                           |
| NHK            | 《入境隨俗法律旅行社》（）        |                           |
| NHK            | 《日本第一》（）                  |                           |
| 朝日電視台     | 《志村健美食旅遊精選12》          | 《加藤茶美食旅遊精選》    |
| 北海道電視台   | 《玩轉世界瘋很大》（）            |                           |
| TBS電視台      | 《2010極限體能王》（SASUKE）      | 原JET之節目               |
| NHK            | 《鐵馬雙雄》（）                  |                           |
| 日本電視台     | 《超級變變變》（）                |                           |
| 朝日放送       | 《超級全能住宅改造王》（）        |                           |
| 每日放送       | 《超級任務》（）                  |                           |
| 日本電視台     | 《狗狗猩猩大冒險》（）            | 原JET之節目               |
| 東京電視台     | 《Next Princess》（）             |                           |
| 朝日電視台     | 《引以為傲！我家豪宅大公開》（）  |                           |
| BS日本         | 《寵物當家之旅》（）              |                           |
| 日本電視台     | 《DERO密室遊戲大脫逃》（）        |                           |
| 朝日電視台     | 《SMAP綜藝特集》（）              |                           |
| 札幌電視台     | 《來去北海道特集》（）            |                           |
| 朝日電視台     | 《珍奇百景鑑定團》（）            |                           |
| 朝日放送       | 《全民家庭醫學》（）              |                           |
| 富士電視台     | 《世界衝擊影像社》 （）           |                           |
| 朝日電視台     | 《超級奶爸奮鬥記》 （）           | 不定期播出；原JET之節目   |
| 富士電視台     | 《天生就有好奇心》 （）           |                           |
| 東京電視台     | 《來去兜兜風》 （）               |                           |
| 東北放送       | 《全員不可思議中》 （）           |                           |
| 日本電視台     | 《TORE全力大挑戰》（）            |                           |
| 東京電視台     | 《動物冒險王》 （）               |                           |
| Family劇場     | 《AKB48神TV大挑戰》 （）          |                           |
| 朝日放送       | 《來去鄉下種種菜》（）            |                           |
| 富士電視台     | 《五花八門眾議院》 （）           |                           |
| 琉球放送       | 《來去沖繩FUN輕鬆》（沖縄BON!）   |                           |
| 東京電視台     | 《寵物總動員》 （）               |                           |
| 南日本放送     | 《包羅萬象新視界》（）            |                           |
| 南日本放送     | 《鹿兒島嬉遊記》 （）             |                           |
| BS JAPAN       | 《幸福的年金生活》 （）           |                           |
| BS JAPAN       | 《來去鄉下吃好料》 （）           |                           |
| 日本電視台     | 《電車逍遙遊》 （）               |                           |
| 富士電視台     | 《鐵人主廚大對決》 （）           |                           |
| 朝日電視台     | 《王牌綜藝同樂會》 （）           |                           |
| 北海道電視台   | 《全國省道挑食中》 （）           | 原緯來日本台外購之節目    |
| 福岡放送       | 《非常任務特派員》 （）           |                           |
| 北海道電視台   | 《我愛北海道》 （、）             |                           |
| 朝日放送       | 《一流藝人品鑑中》 （）           |                           |
| 日本電視台     | 《史無前例！惡整藝人大讚賞》 （） |                           |
| 東京電視台     | 《使命必達！爸爸我來了》 （）     |                           |
| 日本電視台     | 《魔法任務show》 （）             |                           |
| 日本電視台     | 《嚇一大跳新紀錄》 （）           |                           |
| 宮崎放送       | 《宮崎探索趣》 （）               |                           |
| 東京電視台     | 《日本！我來了》 （）             |                           |
| 中京電視台     | 《鐵馬自遊行》 （）               |                           |
| 朝日電視台     | 《輕鬆自在逍遙遊》 （）           |                           |
| 朝日放送       | 《難以置信！這家店有多好吃》 （） |                           |
| 朝日電視台     | 《修造成長學園》 （）             |                           |
| 日本電視台     | 《我家好宅大公開》 （）           |                           |
| 朝日放送       | 《關八冒險中》 （）               |                           |
| 大阪電視台     | 《全能科學家》 （）               |                           |
| 東京都會電視台 | 《日本型男遊台灣》 （）           |                           |
| 朝日電視台     | 《全員過酷中》 （）               |                           |
|                | 《理想美宅造訪中》                |                           |
|                | 《我家完美改造物語》              |                           |
| 北海道放送     | 《北海道物產》                    |                           |
| NHK BS Premium | 《日本百名山》                    |                           |
| sky-A          | 《登山攻頂趣》                    | 2024年3月29日—6月21日播出 |

#### 韓國
| 電視台 | 節目名稱          |
| ------ | ----------------- |
|        | 奇人異事一級棒    |
|        | 超爆笑!隱藏攝影機 |

### 自製節目
| 節目名稱                         | 備註                                        |
| -------------------------------- | ------------------------------------------- |
| 《新瀨上剛in台灣》               | 原JET之節目《瀨上剛in台灣》                 |
| 《大口吃遍台灣》（）             | 原JET之節目，在日本電視台旗下的頻道也有播出 |
| 《幸福空間》（原東森超視之節目） | 現與中視共播之節目                          |
| 《明潮時尚》(原《明周時尚》)     | 原東森超視之節目                            |
| 《我的閨房秘蜜》                 |                                             |
| 《國興日本歌唱王》（第一季）     |                                             |

## 卡通
※標*者表示此以原音播出
| 卡通名稱               |                            |
| ---------------------- | -------------------------- |
| 《極道鮮師》（）       |                            |
| 《花田少年史》（）     |                            |
| 《清秀佳人》（）       |                            |
| 《小英的故事》（）     |                            |
| 《靈犬雪麗》（）       |                            |
| 《小浣熊》（）         |                            |
| 《綠野仙蹤》（）       |                            |
| 《小神童》（）         |                            |
| 《妙手小廚師》（）     |                            |
| *《天方夜譚》（）      |                            |
| 《天才小釣手》（）     |                            |
| *《桃太郎傳說》（）    |                            |
| *《新·桃太郎傳說》（） |                            |
| *《漫畫 水戶黃門》（） |                            |
| *《小王子》（）        |                            |
| 《格林童話》（グリム名作劇場）       |                            |
| *《新格林童話》（新グリム名作劇場）    |                            |
| 《咪咪流浪记》（家なき子）\|-  | *《魔美e點靈（エスパー魔美）(原音)播出 |

## 特攝
| 電視台     | 卡通名稱               |
| ---------- | ---------------------- |
| 富士電視台 | 《快傑獅子丸》（快傑ライオン丸）     |
| 富士電視台 | 《風雲獅子丸》（風雲ライオン丸）     |
| 富士電視台 | 《戰鬥電人查勃卡》（電人ザボーガー） |

## 電影
| 電影名稱                 |
| ------------------------ |
| 《吉貓出租》（レンタネコ）         |
| 《獵戶座的散場電影》（オリヲン座からの招待状） |
| 《Tokyo Kid》（東京キッド）        |

## 相同類型電視頻道
- 緯來日本台
- WakuWaku Japan（已停播）

## 外部連結
- 官方网站
- 國興衛視的Facebook專頁（繁體中文）
- YouTube上的國興衛視頻道